# Террі Еддісон
Террі Еддісон (англ. Terry Addison; нар. 11 січня 1946) — колишній австралійський тенісист.
Найвищу одиночну позицію світового рейтингу — 100 місце досяг 16 жовтня 1973 року.
Найвищим досягненням на турнірах Великого шолома був фінал в парному розряді.

## Фінали турнірів Великого шолома

### Парний розряд:  (1 поразка)
| Результат | Рік  | Турнір              | Покриття | Партнер   | Суперники             | Рахунок        |
| --------- | ---- | ------------------- | -------- | --------- | --------------------- | -------------- |
| Поразка   | 1968 | Чемпіонат Австралії | Трава    | Рей Келді | Дік Крілі Аллан Стоун | 8–10, 4–6, 3–6 |